# Klassifikatorkonstruktion (Gebärdensprache)
In Gebärdensprachen bezeichnet der Begriff Klassifikatorkonstruktion (auch Klassifikator genannt) ein morphologisches System, mit dem Ereignisse und Zustände ausgedruckt werden können. Sie verwenden Handform-Klassifikatoren zur Darstellung von Bewegung, Ort und Form. Klassifikatoren unterscheiden sich in ihrer Morphologie von Gebärden, nämlich darin, dass Gebärden aus einem einzigen Morpheme bestehen. Gebärden setzen sich aus vier phonologischen Merkmalen zusammen: Handform, Handstellung, Ausführungsstelle und Bewegung. Klassifikatoren hingegen bestehen aus vielen Morphemen. Insbesondere sind Handform, Ort und Bewegung alle für sich genommen bedeutungsvoll. Die Handform stellt eine Entität dar und die Bewegung der Hand stellt ikonisch die Bewegung dieser Entität dar. Die relative Position mehrerer Entitäten kann ikonisch in zweihändigen Konstruktionen dargestellt werden.
Klassifikatoren haben einige begrenzte Ähnlichkeiten mit den Gesten hörender Nicht-Gebärdensprachler. Wer die Gebärdensprache nicht beherrscht, kann die Bedeutung dieser Konstruktionen oft erraten, da sie oft ikonisch (nicht willkürlich) sind. Es wurde auch festgestellt, dass viele nicht verwandte Gebärdensprachen ähnliche Handformen für bestimmte Objekte verwenden. Kinder beherrschen diese Konstruktionen im Alter von 8 oder 9 Jahren. Zweihändige Klassifikatorkonstruktionen haben eine Figur-Grund-Beziehung. Insbesondere stellt der erste Klassifikator den Hintergrund dar, während der zweite das Objekt im Fokus darstellt. An der Verwendung von Klassifikatoren ist die rechte Gehirnhälfte beteiligt. Sie können auch kreativ zum Erzählen und für poetische Zwecke verwendet werden.
Nancy Frishberg prägte in diesem Zusammenhang in ihrem Aufsatz über die American Sign Language aus dem Jahr 1975 das Wort „Klassifikator“. Es wurden verschiedene Verbindungen zu Klassifikatoren in gesprochenen Sprachen hergestellt. Linguisten haben seitdem darüber diskutiert, wie man diese Konstruktionen am besten analysiert. Die Analysen unterscheiden sich darin, wie sehr sie sich bei ihrer Erklärung auf die Morphologie stützen. Einige haben ihren linguistischen Status sowie die Verwendung des Begriffs „Klassifikator“ an sich in Frage gestellt. Über ihre Syntax oder Phonologie ist nicht viel bekannt.

## Beschreibung
Bei Klassifikatorkonstruktionen ist die Handform der Klassifikator, der eine Entität darstellt, beispielsweise ein Pferd. Der Gebärdenträger kann dessen Bewegung und/oder Geschwindigkeit auf ikonische Weise darstellen. Das heißt, die Bedeutung der Bewegung lässt sich anhand ihrer Form erraten. Ein Pferd, das über einen Zaun springt, kann dadurch dargestellt werden, dass die ruhende Hand der Zaun und die bewegte Hand das Pferd ist. Allerdings sind nicht alle Kombinationen aus Handform und Bewegung möglich. Klassifikatorkonstruktionen fungieren als Verben.
Die Handform, Bewegung und relative Position sind in diesen Konstruktionen für sich genommen bedeutsam. Dies steht im Gegensatz zu zweihändigen lexikalischen Gebärden, bei denen die beiden Hände allein nicht zur Bedeutung des Zeichens beitragen. Die Handformen in einer zweihändigen Klassifikatorkonstruktion werden in einer bestimmten Reihenfolge signiert, wenn sie die Position einer Entität darstellen. Die erste Gebärde stellt normalerweise den unbeweglichen Boden dar (beispielsweise eine Oberfläche). Die zweite Gebärde stellt die kleinere Figur im Fokus dar (beispielsweise eine gehende Person). Während die Handform normalerweise durch die visuellen Aspekte der betreffenden Entität bestimmt wird, gibt es noch andere Faktoren. Die Art und Weise, wie der Handelnde mit der Entität interagiert oder die Bewegung der Entität können ebenfalls die Wahl der Handform beeinflussen. Klassifikatoren treten außerdem häufig gemeinsam mit Verben auf. Über ihre Syntax und Phonologie weiß man noch nicht viel.
Klassifikatorkonstruktionen werden aus der Perspektive des Gebärdensprachlers erstellt. Das bedeutet, dass der Empfänger die Konstruktion gedanklich horizontal umdrehen muss, um sie richtig zu verstehen. Wenn der Empfänger beispielsweise sieht, dass der Gebärdensprachler ein Objekt aus seiner Perspektive auf die rechte Seite legt, bedeutet das, dass er (der Empfänger) die Konstruktion gedanklich umdrehen muss, um zu verstehen, dass es auf der linken Seite liegt. Muttersprachler scheinen dazu automatisch in der Lage zu sein.
Zweihändige lexikalische Gebärden sind in ihrer Form durch zwei Einschränkungen beschränkt. Die Dominanzbedingung besagt, dass die nicht-dominante Hand sich nicht bewegen kann und dass ihre Handform aus einem eingeschränkten Satz stammt. Die Symmetriebedingung besagt, dass beide Hände dieselbe Handform, Bewegung und Orientierung haben müssen. Klassifikatorkonstruktionen hingegen können beide dieser Einschränkungen aufheben. Dies verdeutlicht den Unterschied in Phonologie und Morphologie zwischen lexikalischen Zeichen und Klassifikatoren.
Anders als die laute Sprache verfügen Gebärdensprachen über zwei Artikulationsorgane, die sich unabhängig voneinander bewegen können. Die aktivere Hand wird als dominante Hand bezeichnet, während die weniger aktive Hand nicht-dominant ist. Die aktive Hand ist dieselbe wie die dominante Hand des Gebärdenenden, obwohl die Rollen der Hände vertauscht werden können. Die beiden Hände ermöglichen es dem Gebärdenden, zwei Dinge gleichzeitig darzustellen, wenn auch mit gewissen Einschränkungen. So kann zum Beispiel eine Frau, die an einem im Zickzack fahrenden Auto vorbeigeht, nicht gleichzeitig gebärden. Das liegt daran, dass zwei gleichzeitige Konstruktionen keine unterschiedlichen Bewegungen haben können; man müsste sie nacheinander gebärden.

### Argumentstruktur
Klassifikatorkonstruktionen können Übereinstimmungen mit verschiedenen Argumenten in ihrem Bereich zeigen. Im folgenden Beispiel stimmt die Handform mit dem direkten Objekt überein, wobei für Blumen eine Handform eines „dünnen Objekts“ und für Äpfel eine Handform eines „runden Objekts“ verwendet wird. Übereinstimmung zwischen Subjekt und indirektem Objekt wird durch eine Pfadbewegung vom ersteren zum letzteren gekennzeichnet. Diese Art der Kennzeichnung von Übereinstimmung wird mit einigen lexikalischen Gebärden gemeinsam genutzt.
| Kind1 Mutter2 Blume Kldünnes Objekt-1Geben2 |
| Das Kind schenkt der Mutter eine Blume.     |

| Kind1 Mutter2 Apfel Klrundes Objekt-1Geben2 |
| Das Kind gibt der Mutter einen Apfel.       |

Auch in der ASL gibt es Korrelationen zwischen bestimmten Typen von Klassifikatorkonstruktionen und der Art ihrer Argumentstruktur:
1. Prädikate mit einem Handling-Klassifikator sind transitiv (mit einem externen und einem internen Argument).
2. Prädikate mit einem Gesamtentitätsklassifikator sind intransitiv und unakkusativ (ein einziges internes Argument).
3. Prädikate mit einem Körperteilklassifikator sind intransitiv und unergativ (ein einzelnes externes Argument).

### Klassifikation
Es gab viele Versuche, die Arten von Klassifikatoren zu klassifizieren. Die Anzahl der vorgeschlagenen Arten variierte zwischen zwei und sieben. Überschneidungen in der Terminologie zwischen den Klassifikationssystemen können zu Verwirrung führen. 1993 gruppierte Engberg-Pedersen die in Klassifikatorkonstruktionen verwendeten Handformen in vier Kategorien:
- Klassifikatoren für ganze Entitäten: Die Handform stellt ein Objekt dar. Sie kann auch ein nicht-physisches Konzept wie Kultur darstellen.[37] Dasselbe Objekt kann durch mehrere Handformen dargestellt werden, um unterschiedliche Aspekte des Konzepts hervorzuheben. Beispielsweise kann eine CD durch eine flache Handfläche oder durch eine abgerundete C-Hand dargestellt werden.[38]
- Ausdehnungs- und Oberflächenklassifikatoren: Die Handform stellt die Tiefe oder Breite eines Objekts dar. Beispielsweise ein dünner Draht, ein schmales Brett oder die breite Oberfläche eines Autodachs. Diese werden in neueren Analysen nicht immer als Klassifikatoren berücksichtigt.[39]
- Handhabungs-/Instrumentenklassifikatoren: Die Handform stellt die Hände dar, die eine Entität oder ein Instrument handhaben, wie z. B. ein Messer. Sie ähneln Ganzentitätsklassifikatoren, implizieren aber semantisch einen Agenten, der die Entität handhabt. Genau wie bei Ganzentitätsklassifikatoren muss die Entität in Handhabungsklassifikatoren kein physisches Objekt sein.[40]
- Gliedmaßenklassifikatoren: Die Handform repräsentiert Gliedmaßen wie Beine, Füße oder Pfoten. Im Gegensatz zu anderen Klassifikatortypen können diese nicht mit Bewegungs- oder Ortsmorphemen kombiniert werden.[41]

Die Bewegungen der Handformen sind ähnlich gruppiert:
- Ortsmorpheme:[44] Bewegung stellt den Ort eines Objektes durch eine kurze, nach unten gerichtete Bewegung dar. Die Orientierung des Objektes kann durch eine Veränderung der Orientierung der Hand dargestellt werden.
- Bewegungsmorpheme: Bewegung stellt die Bewegung des Objekts entlang eines Pfades dar.
- Art-Morpheme: Bewegung stellt die Art der Bewegung dar, nicht jedoch den Weg.
- Erweiterungsmorpheme: Bewegung stellt keine tatsächliche Bewegung dar, sondern den Umriss der Form oder des Umfangs des Objekts. Es kann auch die Konfiguration mehrerer ähnlicher Objekte darstellen, z. B. eine Reihe von Büchern.

Die am weitesten verbreiteten Klassifikatortypen sind Klassifikatoren für ganze Entitäten und Handling-Klassifikatoren. Erstere kommen bei intransitive Verben vor, letztere bei transitiven Verben. Die meisten Linguisten betrachten Ausdehnungs- und Oberflächenklassifikatoren nicht als echte Klassifikatoren. Dies liegt daran, dass sie in einem größeren Bereich syntaktischer Positionen vorkommen. Außerdem kann im Diskurs nicht anaphorisch auf sie zurückgegriffen werden, noch können sie mit Bewegungsverben kombiniert werden.
Bestimmte Arten von Klassifikatoren und Bewegungen können aus grammatikalischen Gründen nicht kombiniert werden. Beispielsweise kann in der ASL die Bewegungsart nicht mit Gliedmaßenklassifikatoren kombiniert werden. Um eine Person anzuzeigen, die im Kreis hinkt, muss man zuerst die Bewegungsart (Hinken) und dann die Gliedmaßenklassifikatoren (die Beine) kennzeichnen.
Es gibt wenig Forschung über die Unterschiede in der Konstruktion von Klassifikatoren zwischen verschiedenen Gebärdensprachen. Die meisten scheinen Unterschiede zu haben und können mit ähnlichen Begriffen beschrieben werden. Viele nicht verwandte Sprachen kodieren dieselbe Entität mit ähnlichen Handformen. Dies ist sogar bei Kindern der Fall, die nicht mit Gebärdensprache in Berührung gekommen sind und Hausgebärden zur Kommunikation verwenden. Besonders wahrscheinlich sind Handhabungsklassifikatoren sowie Erweiterungs- und Oberflächenklassifikatoren in verschiedenen Sprachen gleich.

### Beziehung zu Gesten
Gesten sind manuelle Strukturen, die nicht so konventionell sind wie sprachliche Zeichen. Hörende Nicht-Gebärdensprachler verwenden Formen, die Klassifikatoren ähneln, wenn sie aufgefordert werden, durch Gesten zu kommunizieren. Es gibt eine 70-prozentige Überschneidung bei der Art und Weise, wie Gebärdensprachler und Nicht-Gebärdensprachler Bewegungen und Positionen verwenden, aber nur eine 25-prozentige Überschneidung bei Handformen. Nicht-Gebärdensprachler verwenden eine größere Anzahl von Handformen, aber die Phonologie der Gebärdensprachler ist komplexer. Nicht-Gebärdensprachler beschränken ihre Gesten auch nicht auf ein morphologisches System wie Gebärdensprachler.

### Lexikalisierung
Bestimmte Klassifikatorkonstruktionen können mit der Zeit auch ihre allgemeine Bedeutung verlieren und zu vollwertigen Zeichen werden. Dieser Vorgang wird als Lexikalisierung bezeichnet. Diese Arten von Gebärden werden als eingefrorene Zeichen bezeichnet. Beispielsweise scheint die ASL-Gebärde FALL aus einer Klassifikatorkonstruktion zu stammen. Diese Klassifikatorkonstruktion besteht aus einer V-förmigen Hand, die die sich nach unten bewegenden Beine darstellt. Da sie mehr wie ein Zeichen wurde, konnte sie auch mit unbelebten Referenten wie Äpfeln oder Kisten verwendet werden. Als Zeichen entspricht die frühere Klassifikatorkonstruktion nun den üblichen Beschränkungen eines Wortes, wie z. B. aus einer Silbe zu bestehen. Die resultierende Gebärde darf nicht eine einfache Summe seiner kombinierten Teile sein, sondern kann eine völlig andere Bedeutung haben. Sie können als Wurzelmorphem dienen, das als Basis für Aspekt- und Ableitungsaffixe dient. Klassifikatoren können diese Arten von Affixen nicht annehmen.

## Geschichte
Erst in den 1960er Jahren begann man, Gebärdensprachen ernsthaft zu untersuchen. Anfangs wurden Klassifikatorkonstruktionen nicht als vollständige linguistische Systeme betrachtet. Dies lag an ihrem hohen Grad an scheinbarer Variabilität und Ikonizität. Folglich wurden sie in frühen Analysen als visuelle Bilder beschrieben. Linguisten konzentrierten sich nun darauf, zu beweisen, dass Gebärdensprachen echte Sprachen seien. Sie widmeten ihren ikonischen Eigenschaften weniger Aufmerksamkeit als vielmehr der Art und Weise, wie sie organisiert sind.
Nancy Frishberg war die Erste, die in ihrem 1975 erschienenen Aufsatz über Arbiträrität und Ikonizität in der ASL den Begriff „Klassifikator“ verwendete, um sich auf die Handformeinheit zu beziehen, die bei der Konstruktion von Klassifikatoren verwendet wird.
Der Beginn der Untersuchung von Gebärdensprachklassifikatoren fiel mit einem erneuten Interesse an Klassifikatoren gesprochener Sprachen zusammen. 1977 führte Keith Allan eine Untersuchung von Klassifikatorsystemen in gesprochenen Sprachen durch. Er verglich Klassifikatorkonstruktionen mit den „Prädikatklassifikatoren“, die in den Athapaskische Sprachen verwendet werden. Dabei handelt es sich um eine Familie mündlicher indigener Sprachen, die in ganz Nordamerika gesprochen werden. Gründe für den Vergleich waren unter anderem die Standardisierung der Terminologie und der Nachweis der Ähnlichkeit von Gebärdensprachen mit gesprochenen Sprachen. Allan beschrieb Prädikatklassifikatoren als separate verbale Morpheme, die einen hervorstechenden Aspekt des zugehörigen Nomens bezeichnen. Adam Schembri wies jedoch auf die „terminologische Verwirrung“ hin, die Klassifikatoren umgibt. Allans Beschreibung und Vergleich ernteten Kritik. Spätere Analysen zeigten, dass diese Prädikatklassifikatoren keine separaten Morpheme darstellten. Stattdessen ließen sie sich besser als Stämme von klassifikatorischen Verben denn als Klassifikatoren beschreiben.
1982 zeigte Ted Supalla, dass Klassifikatorkonstruktionen Teil eines komplexen morphologischen Systems in ASL sind. Er teilte die Klassifikatorhandformen in zwei Hauptkategorien auf: semantische Klassifikatoren (auch „Entitätsklassifikatoren“ genannt) und Größen- und Formspezifikatoren (size and shape specifiers, SASS-Klassifikatoren). SASS-Kategorien verwenden Handformen, um die visuellen Eigenschaften einer Entität zu beschreiben. Entitätsklassifikatoren sind weniger ikonisch. Sie beziehen sich auf eine allgemeine semantische Klasse von Objekten wie „dünn und gerade“ oder „flach und rund“. Handhabungsklassifikatoren wären der dritte zu beschreibende Klassifikatortyp. Dieser Klassifikator imitiert die Hand, die ein Instrument hält oder handhabt. Ein vierter Typ, der Körperteilklassifikator, stellt menschliche oder tierische Körperteile dar, normalerweise die Gliedmaßen. Linguisten übernahmen und modifizierten Supallas morphologische Analyse für andere Gebärdensprachen.
In den 1990er Jahren erwachte das Interesse an der Beziehung zwischen Gebärdensprachen und Gestik erneut. Einige Linguisten wie z. B. Scott Liddell zogen den linguistischen Status von Klassifikatorkonstruktionen in Frage, insbesondere deren Ort und Bewegung. Dafür gab es zwei Gründe. Erstens sind die nachahmenden Gesten von Nicht-Gebärdensprachlern den Klassifikatoren ähnlich. Zweitens können in diesen Konstruktionen sehr viele Arten von Bewegungen und Orten verwendet werden. Scott Liddell schlug vor, dass es genauer wäre, sie als eine Mischung aus linguistischen und außerlinguistischen Elementen, wie z. B. Gestik, zu betrachten. Schembri und Kollegen schlugen 2005 in ähnlicher Weise vor, dass Klassifikatorkonstruktionen „Mischungen aus linguistischen und gestischen Elementen“ seien. Ungeachtet des hohen Variabilitätsgrades argumentieren Schembri und Kollegen, dass Klassifikatorkonstruktionen immer noch durch verschiedene Faktoren grammatikalisch eingeschränkt sind. Beispielsweise sind sie abstrakter und kategorischer als die gestischen Formen von Nicht-Gebärdensprachlern. Es ist heute allgemein anerkannt, dass Klassifikatoren sowohl linguistische als auch gestische Eigenschaften haben.
Ähnlich wie Allan verglich auch Colette Grinevald im Jahr 2000 Klassifikatoren für Gebärdensprachen mit Klassifikatoren für gesprochene Sprache. Insbesondere konzentrierte sie sich auf verbale Klassifikatoren, die als verbale Affixe fungieren. Sie führt das folgende Beispiel aus der Cayuga-Sprache, einer irokesischen Sprache, an:
| Skitu ake’-treht-ae’                 |
| skidoo I-CL(vehicle)-have            |
| Motorschlitten ich-CL(Fahrzeug)-habe |
| Ich habe ein Auto. (sinngemäß)       |

Der Klassifikator für das Wort „vehikel“ im Cayuga, -treht-, ähnelt den Gesamtentitätsklassifikatoren in Gebärdensprachen. Ähnliche Beispiele wurden im Digueño (einer Kumeyaay-Sprache) gefunden, das Morpheme aufweist, die wie Extensions- und Oberflächenklassifikatoren in Gebärdensprachen wirken. Beide Beispiele sind an das Verb angehängt und können nicht allein stehen. Es ist mittlerweile anerkannt, dass sich Klassifikatoren in gesprochenen Sprachen und Gebärdensprachen ähneln, anders als früher angenommen. Beide verfolgen Referenzen grammatikalisch, können neue Wörter bilden und können einen hervorstechenden Aspekt einer Entität hervorheben. Der Hauptunterschied besteht darin, dass Gebärdensprachen nur verbale Klassifikatoren kennen. Die Klassifikatorsysteme in gesprochenen Sprachen sind in Funktion und Verbreitung vielfältiger.
Trotz der vielen vorgeschlagenen Alternativnamen für den Begriff „Klassifikator“ und der fragwürdigen Beziehung zu Klassifikatoren für gesprochene Sprachen ist er in der Gebärdensprachforschung weiterhin ein häufig verwendeter Begriff.

## Linguistische Analysen
Es besteht keine einheitliche Meinung darüber, wie Klassifikatorkonstruktionen analysiert werden sollen. Linguistische Analysen lassen sich in drei Hauptkategorien unterteilen: repräsentationale, morphologische und lexikalische. Repräsentationale Analysen waren der erste Versuch, Klassifikatoren zu beschreiben. Diese Analyse betrachtet sie als manuelle Repräsentationen von Bewegungen in der Welt. Da Klassifikatorkonstruktionen stark ikonisch sind, argumentieren repräsentationale Analysen, dass dieser Form-Bedeutungs-Zusammenhang die Grundlage für linguistische Analysen sein sollte. Dies wurde argumentiert, weil endliche Mengen von Morphemen oder Parametern nicht alle potenziell bedeutungsvollen Klassifikatorkonstruktionen erklären können. Diese Ansicht wurde kritisiert, weil sie ungrammatische Konstruktionen vorhersagt. Beispielsweise kann in ASL die Handform eines Klassifikators „Gehen“ nicht verwendet werden, um die Bewegung eines Tieres in der Substantivklasse „Tier“ darzustellen, obwohl es sich um eine ikonische Repräsentation des Ereignisses handelt.
Lexikalische Analysen betrachten Klassifikatoren als teilweise lexikalisierte Wörter.
Eine morphologische Analyse betrachtet Klassifikatoren als eine Reihe von Morphemen und dies ist derzeit die vorherrschende Denkschule. In dieser Analyse sind Klassifikatorverben Kombinationen von Verbwurzeln mit zahlreichen Affixen. Wenn angenommen wird, dass die Handform aus mehreren Morphemen besteht, ist nicht klar, wie diese segmentiert oder analysiert werden sollen. Beispielsweise können in der Svenskt teckenspråk die Fingerspitzen gebogen werden, um die bei einem Unfall beschädigte Front eines Autos darzustellen. Dies brachte Supalla zu der Annahme, dass jeder Finger als separates Morphem fungieren könnte. Die morphologische Analyse wurde wegen ihrer Komplexität kritisiert. Liddell fand heraus, dass die Analyse der Konstruktion eines Klassifikators in ASL, in dem eine Person zu einer anderen geht, zwischen 14 und 28 Morpheme erfordert. Andere Linguisten gehen jedoch davon aus, dass die Handform aus einem einzigen Morphem besteht. Im Jahr 2003 stellte Schembri fest, dass es keine überzeugenden Beweise dafür gibt, dass alle Handformen multimorphemisch sind. Dies basierte auf Grammatikalitätsbeurteilungen von Muttersprachlern.
Morphologische Analysen unterscheiden sich darin, welchen Aspekt der Konstruktion sie als Wurzel betrachten. Supalla argumentierte, dass das Morphem, das Bewegung oder Ort ausdrückt, die verbale Wurzel ist, an die das Handformmorphem angehängt wird. Engberg-Pedersen widersprach Supalla und argumentierte, dass die Wahl der Handform die Interpretation der Bewegung grundsätzlich ändern kann. Deshalb behauptet sie, die Bewegung sollte die Wurzel sein. Beispielsweise verwenden das Aufstellen eines Buches auf ein Regal und das Springen einer Katze auf ein Regal in ASL beide dieselbe Bewegung, obwohl es sich um grundsätzlich unterschiedliche Handlungen handelt. Klassifikatoren sind Affixe, was bedeutet, dass sie nicht allein auftreten können und gebundene Morpheme sein müssen. Klassifikatoren allein werden nicht für den Artikulationsort oder die Bewegung spezifiziert. Das könnte erklären, warum sie gebunden sind: Diese fehlende Information wird durch die Wurzel ergänzt.
Bestimmte Klassifikatoren ähneln Pronomen. Wie bei Pronomen muss der Gebärdende zuerst den Referenten vorstellen, normalerweise durch zeigen oder buchstabieren des Nomens. Der Klassifikator bezieht sich dann auf diesen Referenten. Gebärdende müssen in späteren Konstruktionen nicht denselben Referenten erneut einführen; es versteht sich, dass es sich immer noch auf denselben Referenten bezogen wird. Einige Klassifikatoren bezeichnen auch eine bestimmte Gruppe, so wie sich das Pronomen „sie“ auf Frauen beziehen kann. Ebenso verfügt ASL über einen Klassifikator, der sich auf Fahrzeuge bezieht, nicht jedoch auf Menschen oder Tiere. Aus dieser Sicht können verbale Klassifikatoren als Übereinstimmungsmarker für ihre Referenten angesehen werden, wobei die Bewegung ihre Wurzel ist.

## Erwerb
Die Gesten sprechender Kinder ähneln manchmal Klassifikatorkonstruktionen. Gebärdenkinder lernen diese Konstruktionen jedoch als Teil eines grammatikalischen Systems und nicht als ikonische Darstellungen von Ereignissen. Aufgrund ihrer Komplexität dauert es lange, sie zu beherrschen. Kinder beherrschen den Gebrauch von Klassifikatorkonstruktionen erst im Alter von acht oder neun Jahren. Für diese relativ späte Beherrschung gibt es viele Gründe. Kinder müssen lernen, verschiedene Standpunkte richtig auszudrücken, die richtige Handform zu wählen und die Konstruktionen richtig anzuordnen. Brenda Schick stellte fest, dass die Handhabungs-Klassifikatoren am schwierigsten zu beherrschen waren. Es folgten der Erweiterungs- und der Oberflächen-Klassifikator. Bei den Gesamtentitäts-Klassifikatoren traten die wenigsten Produktionsfehler auf. Kleine Kinder ersetzen komplexe Klassifikatoren lieber durch einfachere, allgemeinere.
Kinder beginnen im Alter von zwei Jahren, Klassifikatoren zu verwenden. Diese frühen Formen sind meist Handhabungs- und Ganzkörperklassifikatoren.  Einfache Bewegungen werden bereits im Alter von 2,6 Jahren korrekt ausgeführt. Komplexe Bewegungen wie Bögen sind für Kinder schwieriger auszudrücken. Das Erlernen der Position bei Klassifikatorkonstruktionen hängt von der Komplexität der Referenten und der zugehörigen räumlichen Positionen ab. Einfache Erweiterungs- und Oberflächenklassifikatoren werden im Alter von 4,5 Jahren korrekt ausgeführt. Im Alter von fünf bis sechs Jahren wählen Kinder normalerweise die richtige Handform. Im Alter von sechs bis sieben Jahren machen Kinder immer noch Fehler bei der Darstellung räumlicher Beziehungen. Bei Zeichen mit einer Figur-Grund-Beziehung lassen diese Kinder den Grund manchmal ganz weg. Das könnte daran liegen, dass ihre gemeinsame Erwähnung eine richtige Koordination beider Hände erfordert. Eine andere Erklärung ist, dass Kinder generell mehr Probleme beim Erlernen optionaler Strukturen haben. Obwohl sie die lokalen Beziehungen zwischen Klassifikatoren größtenteils beherrschen, haben neunjährige Kinder immer noch Schwierigkeiten, sie zu verstehen.
Es ist weitgehend anerkannt, dass Ikonizität beim Erlernen gesprochener Sprachen hilft, obwohl das Bild bei Gebärdensprachen weniger eindeutig ist. Einige haben argumentiert, dass Ikonizität beim Erlernen der Klassifikatorkonstruktion keine Rolle spielt. Dies wird behauptet, weil Konstruktionen hochkomplex sind und erst in der späten Kindheit beherrscht werden. Andere Linguisten behaupten, dass Kinder bereits im Alter von drei Jahren erwachsenenähnliche Konstruktionen bilden können, allerdings nur mit einer Hand. Dan Slobin fand heraus, dass Kinder unter drei Jahren natürliche Gesten scheinbar „anlernen“, um das Erlernen der Handform zu erleichtern. Die meisten kleinen Kinder scheinen räumliche Situationen nicht ikonisch darzustellen. Sie drücken auch komplexe Pfadbewegungen nicht auf einmal aus, sondern tun dies nacheinander. Bei Erwachsenen hat sich gezeigt, dass Ikonizität beim Erlernen lexikalischer Zeichen hilfreich sein kann.

## Gehirnstrukturen
Wie bei Lautsprachen ist auch bei der Gebärdensprachenproduktion die linke Gehirnhälfte dominant. Allerdings ist die rechte Hemisphäre in einigen Aspekten überlegen. Sie kann konkrete Wörter wie Bett oder Blume besser verarbeiten als abstrakte. Sie ist auch wichtig, um räumliche Beziehungen zwischen Entitäten ikonisch darzustellen. Sie ist besonders wichtig für die Verwendung und das Verständnis von Klassifikatorkonstruktionen. Gebärdensprachler mit einer Schädigung der rechten Hemisphäre können Gegenstände in einem Raum nicht richtig beschreiben. Sie können sich an die Gegenstände selbst erinnern, aber keine Klassifikatoren verwenden, um ihren Standort auszudrücken.
Der parietale Kortex wird in beiden Hemisphären aktiviert, wenn die räumliche Lage von Objekten wahrgenommen wird. Bei Lautsprachen ist für die Beschreibung räumlicher Beziehungen nur der linke parietale Kortex beteiligt. Bei Gebärdensprachen werden sowohl der linke als auch der rechte parietale Kortex benötigt, wenn Klassifikatorkonstruktionen verwendet werden. Dies könnte erklären, warum Menschen mit einer Schädigung der rechten Hemisphäre Probleme damit haben, diese Konstruktionen auszudrücken. Sie können nämlich keine externen räumlichen Beziehungen kodieren und sie beim Gebärden verwenden.
Um bestimmte Klassifikatorkonstruktionen verwenden zu können, muss der Gebärdensprachler in der Lage sein, das Objekt und seine Form, Ausrichtung und Lage zu visualisieren. Es wurde nachgewiesen, dass gehörlose Gebärdensprachler räumliche mentale Bilder besser erzeugen können als hörende Nicht-Gebärdensprachler. Auch die räumliche Gedächtnisspanne gehörloser Gebärdensprachler ist größer. Dies hängt eher mit ihrer Verwendung der Gebärdensprache zusammen als damit, dass sie gehörlos sind. Dies lässt darauf schließen, dass die Verwendung der Gebärdensprache die Art und Weise verändern könnte, wie das Gehirn nicht-sprachliche Informationen organisiert.

## Stilistischer und kreativer Einsatz
Es ist möglich, dass ein Gebärdenträger die nicht-dominante Hand in einer Klassifikatorkonstruktion „hält“. Dies ist normalerweise der Hintergrund. Dies kann dazu dienen, während des Gesprächs relevante Informationen präsent zu halten. Während des Haltens könnte die dominante Hand auch andere Gebärden artikulieren, die für den ersten Klassifikator relevant sind.
Beim performativen Geschichtenerzählen und in der Poesie können Klassifikatoren auch kreativen Zwecken dienen. Genau wie in der gesprochenen Sprache kann gekonnter Sprachgebrauch Eloquenz anzeigen. In der ASL-Poesie wurde beobachtet, dass gekonnte Gebärdensprachler Klassifikatoren und lexikalische Zeichen kombinieren. Die Gebärden für BAT (Fledermaus) und DARK (Dunkelheit) sind in der British Sign Language identisch; sie werden beide im Gesicht artikuliert. Dies kann für poetische Effekte verwendet werden, zum Beispiel um Fledermäuse mit Dunkelheit zu vergleichen, indem man einen Entitätsklassifikator verwendet, der eine Fledermaus zeigt, die auf das Gesicht zufliegt. Klassifikatoren können auch verwendet werden, um Tiere oder nicht-menschliche Objekte ausdrucksstark zu charakterisieren.